# Bärentaler Kotschna (bergstopp i Österrike)
Bärentaler Kotschna är en bergstopp i Österrike.   Den ligger i förbundslandet Kärnten, i den sydöstra delen av landet, 260 km sydväst om huvudstaden Wien. Toppen på Bärentaler Kotschna är 1 944 meter över havet, eller 347 meter över den omgivande terrängen. Bredden vid basen är 3,0 km. Bärentaler Kotschna ingår i Karawankerna.
Terrängen runt Bärentaler Kotschna är varierad. Närmaste större samhälle är Sankt Jakob, 9,7 km nordväst om Bärentaler Kotschna. 
I omgivningarna runt Bärentaler Kotschna växer i huvudsak blandskog. Runt Bärentaler Kotschna är det ganska tätbefolkat, med 65 invånare per kvadratkilometer.